# Colonarie
Colonarie ist ein Ort auf der Insel St. Vincent, die dem Staat St. Vincent und die Grenadinen angehört. Der Ort liegt an der Ostküste der Insel und gehört zum Parish Charlotte.

## Persönlichkeiten
- Ralph Gonsalves, seit 2001 Premierminister von St. Vincent und den Grenadinen, wurde 1946 in Colonarie geboren.